# Вороб'ї (Петуховський округ)
Вороб'ї́ (рос. Воробьи) — присілок у складі Петуховського округу Курганської області, Росія.
Населення — 81 особа (2010, 165 у 2002).
Національний склад станом на 2002 рік:
- росіяни — 81 %